# Hubert Murray Stadium
Hubert Murray Stadium – sportowa arena znajdująca się w Port Moresby, stolicy Papui-Nowej Gwinei. Został oddany do użytku w 1969 i mógł pomieścić około 15 000 widzów. Był używany do gry w piłkę nożną i nie nadawał się do żadnych dużych imprez. Był wtedy bardziej porównywalny do regionalnego centrum sportu niż jako stadion o narodowym znaczeniu. Po kompletnej przebudowie, która miała się zakończyć do końca 2017, stadion ma mieć pojemność około 25 000 widzów. Oprócz meczów piłki nożnej będą się tu odbywać mecze rugby union i rugby league.
Został nazwany na cześć Sir Huberta Murraya, byłego pułkownika-gubernatora.